# Genneya Walton
Genneya Walton (nacida el 22 de febrero de 1999) es una actriz estadounidense. Es conocida por interpretar a Bryden Bandweth en Project Mc² y a Chloe Barris en BlackAF.

## Primeros años
Genneya Walton nació en Chicago, Illinois. Comenzó su carrera como bailarina a la edad de 7 años.

## Carrera
Walton apareció en papeles episódicos en los programas de televisión: Jessie, Extant, The Thundermans, Kirby Buckets, School of Rock, Mentes criminales, Adam Ruins Everything, 9-1-1 y The Resident.
En 2014, Walton hizo su debut cinematográfico en el papel de Renata en el musical directo a video An American Girl: Isabelle Dances Into the Spotlight junto a Erin Pitt, Grace Davidson y Devyn Nekoda.
De 2015 a 2017, Walton fue elegida para desempeñar el papel principal en la serie de comedia Project Mc².
En 2020, fue elegida para el papel de Chloe Barris en la serie de televisión de Netflix BlackAF junto a Kenya Barris y Rashida Jones.
En 2022, Walton apareció en la película de comedia adolescente sobrenatural Darby and the Dead, protagonizada por Riele Downs y Auliʻi Cravalho, que fue estrenada por 20th Century Studios como una película original de Hulu el 2 de diciembre de 2022. También estuvo en la última temporada de Yo nunca.

## Filmografía
| Año           | Título                                               | Papel             | Notas                                            |
| ------------- | ---------------------------------------------------- | ----------------- | ------------------------------------------------ |
| 2014          | An American Girl: Isabelle Dances Into the Spotlight | Renata            | Película directa a vídeo                         |
| 2015          | Jessie                                               | Nora St. Claire   | Episodio: "Dance, Dance, Resolution"             |
| 2015          | Extant                                               | Teenage Tera      | 4 episodios                                      |
| 2015–2016     | The Thundermans                                      | Simone Kickbutt   | Episodios: "Cape Fear", "Chutes and Splatters"   |
| 2015–2017     | Project Mc2                                          | Bryden Bandweth   | Protagonista                                     |
| 2016          | Kirby Buckets                                        | Birds             | Episodio: "Twinsies"                             |
| 2016          | School of Rock                                       | Maddy Wayne       | Episodio: "Freddy Fights for His Right to Party" |
| 2016          | Mentes criminales                                    | Francesca Morales | Episodio: "Sick Day"                             |
| 2017          | Adam Ruins Everything                                | Winnie            | Episodio: "Adam Ruins Science"                   |
| 2018          | 9-1-1                                                | Laila Creedy      | Episodios: "Next of Kin", "Worst Day Ever"       |
| 2019          | The Resident                                         | Valerie           | Episodio: "Emergency Contact"                    |
| 2020          | BlackAF                                              | Chloe Barris      | Protagonista                                     |
| 2022          | Darby and the Dead                                   | Bree              | Secundaria                                       |
| 2023          | Yo nunca                                             | Lindsay Thompson  | Secundaria (temporada 4)                         |
| 2023          | Candy Cane Lane                                      | Joy Carver        | Secundaria                                       |
| 2025–presente | Daredevil: Born Again                                | BB Urich          | Secundaria                                       |